# Castillo de Utrera
El castillo de Utrera, también llamado alcazaba de Utrera, es una fortificación situada en el casco urbano de la localidad sevillana de Utrera, España. Sus restos cuentan con la protección de la Declaración genérica del Decreto de 22 de abril de 1949, y la Ley 16/1985 sobre el Patrimonio Histórico Español.

## Descripción
Está ubicado al noroeste de la ciudad, sobre un cerro natural muy próximo a la iglesia de Santiago el Mayor. Aparecía unido al recinto amurallado de la ciudad como espolón avanzado de su sistema defensivo. El esquema de este castillo es propio del s. XIV, momento en el que se ejecutan buen número de ellos tanto en la Banda Morisca como en la Banda Gallega.
Ofrece una planta rectangular ajustada en orientación noreste-suroeste a la superficie de la colina. Presenta torres cuadradas de menor tamaño en las esquinas orientadas al interior del recinto amurallado y de planta rectangular y mayor anchura en aquellos lados (noroeste y suroeste) que se ajustan al escarpe de la colina. Tanto las torres exteriores como las cortinas están realizadas en tapial macizo. La diferencia de diseño de las torres puede ser debida a la función que las externas seguramente cumplían como estribos de la estructura habiendo colapsado totalmente alguna de ellas.
En su frente noreste, muy escarpado, se encuentra el acceso en vano de medio punto defendido por la Torre del Homenaje, imponente edificación de planta cuadrada, construida con esquinas amplias en sillares de piedra alcoriza y paños centrales en tapial. Presenta dos plantas cubiertas con bóvedas, de ocho paños la inferior sobre trompas y vaída la superior con amplias ventanas centrales en medio punto dotadas de ladroneras soportadas por tres ménsulas lobuladas parcialmente perdidas, conservándose algunos restos de las garitas. La terraza superior también dispone de ladroneras en sus esquinas con ménsulas lobuladas en sentido diagonal que presumen la existencia de garitas esquinadas superiores con cerramiento de merlones entre ellas, elementos desaparecidos en la actualidad.
Desde el punto de vista arqueológico se cuenta con la recopilación de materiales realizada por Mena Villalba durante las labores de remoción de tierras realizadas en los años 1990 en el patio de armas.

## Historia
Las referencias que se tienen sobre este lugar son esencialmente documentales, con noticias escasamente concluyentes. El castillo de Utrera conformaría como una de las plazas de retaguardia para la defensa del reino de Sevilla. Frente a esta fortaleza, se encontrarían otras emplazadas en lugares de vanguardia en la cercanía de la frontera (la conocida Banda Morisca), destacando el castillo de las Aguzaderas, Lopera, El Coronil, Los Molares o Alocaz. Las fechas aportadas por González Jiménez insinúan, sin proponerlo expresamente, que la fundación del castillo o al menos la construcción de la primera línea de muralla de la que dispuso Utrera se acometió entre 1325 y 1350.
En la Crónica de Alfonso X el Sabio se menciona el papel jugado por el castillo de Utrera durante el levantamiento musulmán bajo dominio cristiano de 1262; se trata del conocido pasaje del fraile de la Orden de Calatrava D. Alimán y su valerosa defensa del castillo durante estas revueltas.
En la Historia del rey D. Alonso XI, (cap. CCLI), se cita que era costumbre congregar al ejército cristiano en Utrera, de donde se partía para las campañas militares, como la que en 1333 reunió en esta villa a los reyes de Castilla y Portugal contra los de África (Albohazen) y Granada.